# Metal Jukebox
Metal Jukebox ist ein Coveralbum der deutschen Metal-Band Helloween. Es wurde 1999 von Castle Communications veröffentlicht.

## Entstehung
Um den fünf Alben umfassenden Vertrag mit Castle Communications zu erfüllen, entschied sich die Band gegen das von der Plattenfirma vorgeschlagene Best-Of-Album und nahm ein Coveralbum auf. Es wurde in Hamburg und auf Teneriffa eingespielt und von der Band selbst produziert. Das Album wurde nicht durch eine Tournee promoted, jedoch wurde in Japan eine Single ausgekoppelt (Lay All Your Love on Me).

## Titelliste
1. He’s a Woman, She’s a Man (Scorpions) – 3:13
2. Locomotive Breath (Jethro Tull) – 3:56
3. Lay All Your Love on Me (ABBA) – 4:36
4. Space Oddity (David Bowie) – 4:51
5. From out of Nowhere (Faith No More) – 3:19
6. All My Loving (The Beatles) – 1:44
7. Hocus Pocus (Focus) – 6:43
8. Faith Healer (Alex Harvey) – 7:08
9. Juggernaut (Frank Marino) – 4:50
10. White Room (Cream) – 5:46
11. Mexican (Babe Ruth) – 5:48
12. Rat Bat Blue (Deep Purple) – 5:30 (Japan Bonus)

## Musikstil
Auf Metal Jukebox covert die Band hauptsächlich der Rockmusik entstammende Stücke aus den 1970er Jahren. Das Album klingt deshalb weniger nach Power Metal, obwohl die meisten Lieder eine Angleichung an den Helloween-typischen Sound erhalten haben.

## Rezeption
Jason Hundey von AllMusic fand, das Album mache Spaß, auch wenn nicht alle Coverversionen gelungen seien. Auch im Metal Hammer und im Rock Hard wurden einzelne Songs kritisiert, jedoch der Unterhaltungswert für Fans oder aufgeschlossene Hörer hervorgehoben.